# 몬테네그로 의회

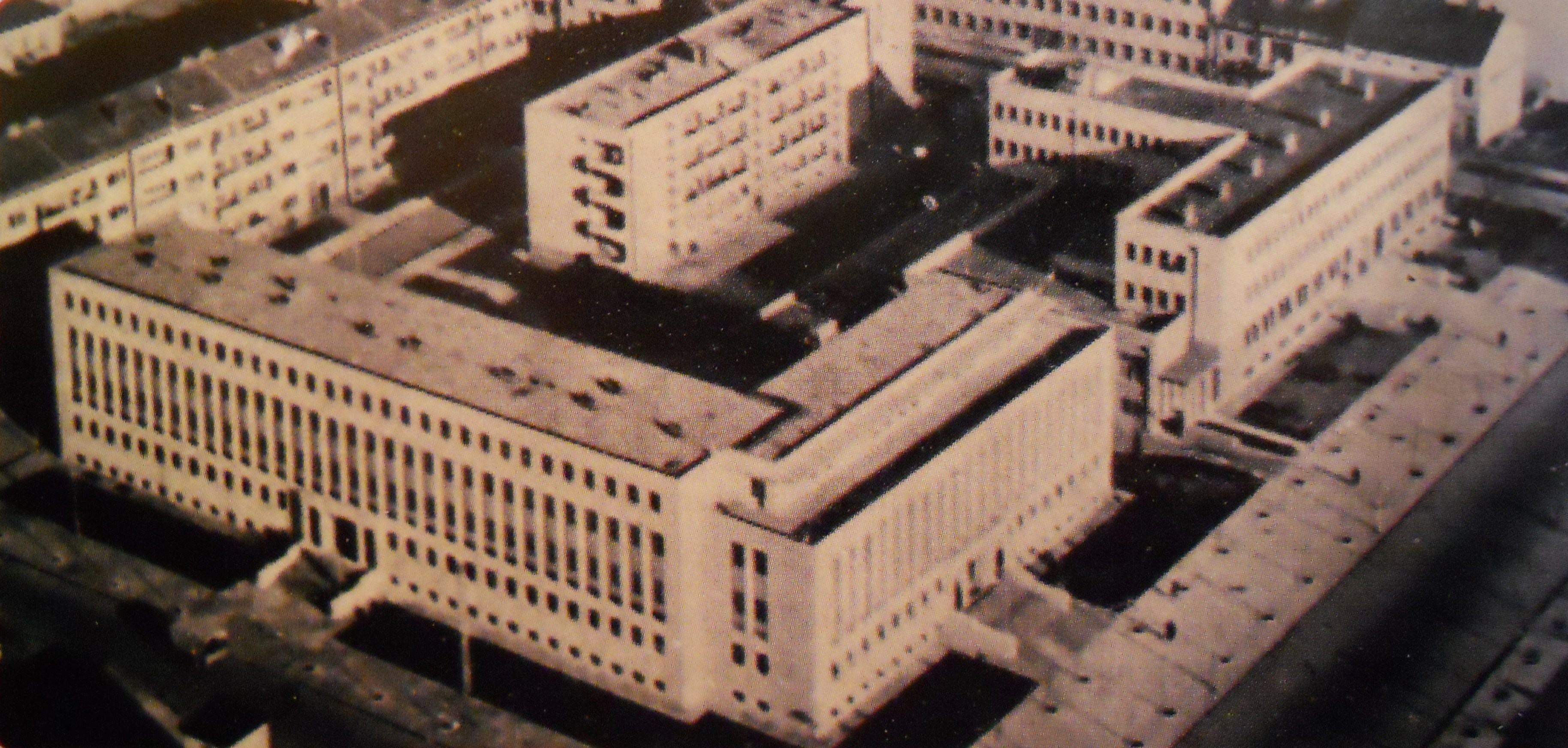

몬테네그로 의회(Скупштина Црне Горе / Skupština Crne Gore)는 몬테네그로의 입법부이다.